# Ocell de tempesta de Wilson
L'ocell de tempesta de Wilson (Oceanites oceanicus) és un ocell marí de la família dels oceanítids (Oceanitidae) que cria al continent Antàrtic i moltes illes australs, com ara la Terra d'Adèlia, Òrcades del Sud, Malvines, Geòrgia del Sud, illa Heard i Bouvet. Es dispersa molt cap al nord, per sobre de l'equador, als oceans Atlàntic, Pacífic i Índic.